# The BAY☆LINE
The BAY☆LINE（ザ・ベイライン）は、千葉県のラジオ局・bayfmで2015年4月1日から2022年3月31日まで毎週月曜日から金曜日の夕方に放送されていたラジオの帯番組である。

## 概要
2009年4月から6年間に渡って放送されたリクエスト番組『BAY LINE GO!GO!』を引き継ぐ形として、タイトルと番組内容の一部を改めてしてスタートした。
『- GO!GO!』時代からの継承として、各曜日のパーソナリティは基本的に男女2名となっており、曜日ごとに異なるパーソナリティが担当している。なお、前番組の月曜DJの島村幸男は2015年から外回りが中心になったため、月曜・水曜の街角DJとして出演。
これまでのリクエスト番組の形を変えて、番組から情報を提供する形式に変わった。3時間で1つのテーマから変えて、コーナーごとにメールを募集している。
月曜日の祝日は「リクエスト大会」と題して、今リスナーが聴きたい曲を放送。
木曜日は『毒電波の毒曜日』と呼ばれている。
木曜日と金曜日はリスナー参加型コーナーが多い為、メールテーマは設けず、リスナーの近況などを中心に受け付ける。
前番組同様、8月第1週に「おでかけベイライン」と称して、千葉県及び東京都内のサテライトスタジオより公開生放送を行っていた。
なお、2018年度はおでかけベイラインは実施せず、月～木曜のDJはららぽーとTOKYO-BAYでライブを実施し、金曜日はパワーウィークの時に「真夏のハマーロックフェス2018」と題して、特番スタイルで放送。2019年度も、前年同様におでかけベイラインは実施せず、全曜日にてサマーキャンペーンレポートを放送。
前番組同様、不定期で「快適生活ラジオショッピングスペシャル」が放送され、その時はレギュラーコーナーが休止される。1月の成人の日は特番の「MAXIMUM POWER ROCK TODAY」の放送があるため休止される。
放送開始 - 2016年3月31日は月曜 - 木曜が18:50まで、金曜が18:38までだったが、16:50と18:50に放送されていた「快適生活ラジオショッピング」が放送終了したことに伴い本編が約10分拡大され、終了時刻も同年4月1日からは月曜 - 木曜が18:55、金曜が18:45までとなった。
2016年4月 - 2020年6月30日までは月曜 - 木曜は18:55、金曜は18:45までだったが、当番組の後に放送されていた「NOW HITS STREET」が放送終了したことを受け、月曜 - 木曜は5分拡大し19:00までとなっている。但し、18:53より「快適生活ラジオショッピング」が番組内で放送されている。金曜は引き続き18:42までとなる（後述の通り、CMを挟んでからTRAFFIC UPDATESが18:43にあるため。同コーナー終了後に即、次の番組に接続）。

### シリーズの終焉
2022年2月28日の放送できゃんひとみから『The BAY☆LINE』が3月末の放送をもって終了を発表し、3月31日に番組が終了。これにより1991年4月に日本最大級の電リク番組『オール電リク TOKYO BAY LINE 7300』から開始した一連の「BAY LINE」シリーズが31年の歴史に幕を降ろした。

## パーソナリティ

### 番組終了時点でのパーソナリティ
☆がついている人物は当番組から初登場。
月曜日
- きゃんひとみ[4]
- 里崎智也☆[5]

火曜日
- 岡田ロビン翔子☆（水曜：2015年4月1日 - 2020年10月1日、火曜：2020年10月6日 - 2022年3月29日 ）[6][7][9]
- 片岡信和☆（2021年7月6日 - 2022年3月29日 ）[10]

水曜日
- 駒村多恵☆（火曜：2017年4月4日 - 2020年9月30日、水曜：2020年10月7日 - 2022年3月30日 ）[11][12]
- 林家たま平☆[13][14]（2020年4月1日 - 2022年3月30日 ）[15][16]

木曜日
- 伊津野亮[17]
- 鈴木あきえ☆（2017年4月13日 - 2018年8月2日、2019年1月24日 - 2020年10月29日、2021年3月4日 - 2022年3月31日）[18]

金曜日
- 森久保祥太郎[19][20]
- 浜口順子☆（2017年4月7日 - 2022年3月25日）[21][22]

### 過去
レギュラー陣を記入。小西、中村、西田は前番組『BAYLINE GO!GO!』から、井森、山寺、有村は前々番組『BAY LINE 7300』からの出演。 
- 春原佑紀☆（火曜日、2015年4月7日 - 2016年3月29日）[23]
- 小西ゆりな（火曜日コーナーChiba Choose on Tuesday!リポーター、2012年10月2日 - 2016年5月31日）[24]
- 松本英子☆（火曜日、2016年4月5日 - 2017年3月28日）
- 中村愛（木曜日コーナーGo!Go!ラーメン部リポーター、2012年7月5日 - 2017年3月30日）
- 西田あい（木曜日、2013年4月4日 - 2017年3月30日）[25][26]
- 井森美幸（金曜日、2006年10月6日 - 2017年3月31日）[27]
- チェルシーリナ☆（木曜日 Go!Go!ラーメン部リポーター、2017年4月13日 - 2018年9月27日）※ラーメン部終了に伴い
- バズーカ山寺（水曜日、1993年4月 - 2020年3月25日）[29]
- 有村昆（火曜日、2007年7月3日 - 2021年5月11日）[30][31][34][36]。

### 代理パーソナリティ
パーソナリティが休みの際に代理として担当したパーソナリティ（通常パーソナリティは除く）を記載し、代理を他曜日の通常パーソナリティが担当したものは現在パーソナリティの方に注釈として記載。
- 高橋愛（2015年4月29日、5月6日） - （水曜）岡田ロビン翔子の代理[37]
- 倉持由香（2015年6月25日） - （木曜）西田あいの代理[38]
- ダブルブッキング（2015年8月18日） - （火曜）有村昆の代理
- レナ（2015年9月17日、12月10日） - （木曜）西田あいの代理[38]
- 酒井瞳（2015年11月26日） - （木曜）西田あいの代理[39]
- 倉持明日香（2015年11月30日） - （月曜）きゃんひとみの代理[40]
- 梨衣名（2016年3月3日） - （木曜）西田あいの代理[41]
- ケリーアン（2016年4月14日） - （木曜）西田あいの代理[42]
- 吉川友（2016年6月8日、2017年12月6日） - （水曜）岡田ロビン翔子の代理[43]
- 西田麻衣（2016年11月17日） - （木曜）西田あいの代理[44]
- イマヤス（2016年11月23日） - （水曜）バズーカ山寺の代理[45]
- 谷澤恵里香（2016年11月24日） - （木曜）西田あいの代理
- イワイガワ（2016年11月30日） - （水曜）バズーカ山寺の代理[46]
- 稲村亜美（2016年12月20日） - （火曜）松本英子の代理
- 右手愛美（2016年12月27日） - （火曜）松本英子の代理
- チェルシーリナ（2017年1月26日） - （木曜）西田あいの代理[38]
- 塩ノ谷早耶香（2017年2月16日） - （木曜）西田あいの代理[47]
- JOY（2017年4月25日、8月16日） - （火曜）有村昆の代理、（水曜）バズーカ山寺の代理
- 麻生夏子（2017年11月9日） - （木曜）鈴木あきえの代理
- 吉田照美（2017年11月22日、2019年11月27日、2020年8月18日） -（水曜）バズーカ山寺の代理、（火曜）有村昆の代理
- 立川こしら（2017年11月29日、2018年3月15日、8月9日） -（水曜）バズーカ山寺の代理[48]、（木曜）伊津野亮の代理[49]（木曜）鈴木あきえ産休の代理
- 井川修司（2018年1月16日） - （火曜）有村昆の代理
- 小島嵩弘（2018年1月23日） - （火曜）有村昆の代理
- ピカ子（2018年1月30日、2020年8月25日） - （火曜）有村昆の代理
- ミラクルひかる（2018年8月16日） - （木曜）鈴木あきえ産休の代理
- 山田まりや（2018年8月30日） - （木曜）鈴木あきえ産休の代理
- 田中美和子（2018年9月6日） - （木曜）チェルシーリナの代理
- SHEILA（2018年9月6日 - 27日） - （木曜）鈴木あきえ産休の代理
- 福田彩乃（2018年10月4日 - 18日、2019年1月17日） - （木曜）鈴木あきえ産休の代理
- 宮島咲良（2018年10月25日、2019年1月3日、10日、2020年7月21日） - （木曜）鈴木あきえ産休の代理、（火曜）駒村多恵の代理
- レナ（木曜日、2018年11月1日、8日） - （木曜）鈴木あきえ産休の代理
- 朝日奈央（2018年11月15日） - （木曜）鈴木あきえ産休の代理
- Chage（2018年11月22日） - （木曜）鈴木あきえ産休の代理
- 安東弘樹（2018年11月28日）- （水曜）バスーカ山寺の代理[50]
- 大島麻衣（2018年11月29日 - 12月27日） - （木曜）鈴木あきえ産休の代理
- 仲村宗悟（2019年3月6日） - （水曜）バスーカ山寺の代理[51]
- 芦沢ムネト（2019年9月4日） - （水曜）バズーカ山寺の代理[52]
- 春原佑紀（2019年9月9日、2021年1月12日） - （月曜）きゃんひとみと里崎智也の代理[53]、（火曜）岡田ロビン翔子の代理[54]
- 依吹怜（2019年11月7日） - （木曜）鈴木あきえの代理
- 五明拓弥（2019年11月27日） - （水曜）バズーカ山寺の代理
- 袴田彩会（2020年1月27日、2021年12月6日） - （月曜）きゃんひとみの代理[55]
- 牧野真莉愛（2020年2月10日） - （月曜）きゃんひとみの代理[55]
- ANZEN漫才（2020年4月29日） - （水曜）林家たま平の代理
- 光永亮太（2020年5月27日、7月14日） - （水曜）林家たま平の代理、（火曜）有村昆の代理[8]
- MC KENSAKU（2020年8月11日、2021年6月1日 - 29日） - （火曜）有村昆の代理
- 池田勝（ジグザグジギー）（2020年11月4日） - （水曜）林家たま平の代理[56]
- 小尾渚沙（2020年11月5日 - 2021年2月25日、2021年5月7日） - （木曜）鈴木あきえ産休の代理、（金曜）浜口順子の代理[57]
- クリス松村（2021年5月25日） - （火曜）有村昆の代理

## コーナー
基本、GO!GO!時代からの引き継ぎもある。公式サイトにコーナーとして記載されないが、同じような扱いを受けている物に関しては(準)と記載。
（2021年10月現在）

### 月曜日
- 千葉の新米「粒すけ」ご贔屓レポート（5時台）

千葉県産のお米「粒すけ」が食べられるお店を街角DJ島村幸男がリポート。
- We Love Marines（6時台）

マリーンズやプロ野球の解説や、野球に関する質問に里崎が回答。

### 火曜日
- Chiba Choose on Tuesday!（レポーター：小坂真琴）（5時台）

前番組からの引き継ぎ。レポーターの小坂が千葉県内の気になる施設に行ってリポート。

### 水曜日
- 街角DJ（5時台）

島村が気になる場所・施設からレポート。
- スナック多恵に良い歌ありますよ（6時台）

駒村がリスナーに知ってほしい、古き良き日本の歌を紹介。

### 木曜日
DJがふざけた発言をしたり、放送の空気感が悪くなった場合は、様々なSE（特に、「びよよよ～ん!」、「バリーン!」など）が流れる。大内ディレクターが他曜日を代理で担当した場合は、そこでSEが流れることもある。
- ティー・バイ・ティー（TxT）インフォメーション（準 4時台）

車買取専門会社「ティー・バイ・ティー（TxT）」の買取情報を伊津野が紹介する。
- オシャレゾーン（準 6時台）

伊津野・鈴木が隔週で気になったことを話すコーナー。話している間はエコーがかかっており、トークの後にオシャレな曲がかかる。
- DJ音楽MIX（6時台）

伊津野（DJ RYO）と大内ディレクター（DJ O）のどちらかが制作した音楽ミックスをオンエア。
- バンメシ!2（6時台）

伊津野扮する伊津野貴一が担当。今晩、食べる予定のバンメシや食べるつもりのバンメシやいま準備しているバンメシや食べたいバンメシなどリスナーが食べたい晩飯を紹介するコーナー。モチーフは中井貴一の『サラメシ』だが、使用されるBGMは『真相報道 バンキシャ!』にて2020年1月まで使用されたオープニングテーマである。

### 金曜日
面白ネタを提供。各ネタコーナーで大賞を取ると1ポイント（2020年2月7日に番組初の0.5ポイント、2020年からはフリーメッセージにも面白かったなどの理由で1ポイント）を進呈。
累計10ポイントを獲得するとスタジオ見学に招待、累計20ポイントを獲得すると番組特製のクリスタルトロフィーが贈呈される。
ラジオネームを「ラジオ人間」と読み上げるのが特徴。これは、浜口の前任、井森が「ラジオネーム」を「ラジオ人間」と誤読したことが引き継がれている。
他の曜日と異なり、森久保・浜口が気になったリスナーへ電話を掛け、生の声を聴くことも特徴であり、場合によっては、ポイント贈呈される事もある。
- 風呂、はいれよー!（6時台）

ザ・ドリフターズの「いい湯だな」に合わせて、森久保がリスナーからのネタを読んでいき、4段オチを楽しむコーナー。
- ピタソンプラス（6時台）

日常場面に曲のフレーズを加えて遊ぶ。
- 寿司タイム（準 時間不定）

森久保がレコメンドするバンド『ウルトラ寿司ふぁいやー』の活動情報を紹介し、楽曲をかけるコーナー寿司タイム（準 時間不定）
- ヘヴィメタル名曲探訪（準 時間不定）

全曜日共通のキーワードから各曜日ごとにお題を決めて深堀するコーナーに於いて、2021年7月2日（金）に放送された『あなたの知らないデスメタルの世界』から派生。  夕方に『ヘヴィメタル』を聴くということに需要があると感じ、リスナーから曲を募集し、曲を紹介している。
- エンディング（準）

毎週ラストナンバーまたは一曲を後ろでかけながら、各コーナーのネタで大賞を取ったリスナー、フリーメッセージでポイントを獲得したリスナーをもう一度紹介する。

### 全曜日共通
- オープニング（テーマ曲）

カルメラ 「Swallow」
- bayトピ!!（4時台）

千葉県を中心としたローカルなエリアの話題を紹介。
- bayfmリスナー安全運転宣言 - 16:30
- 今日の気になる!!（5時台）

1週間共通のキーワードに関連した、日替わりのテーマに関する情報を紹介。
ニュース・天気・交通情報は情報アナウンサーの斉藤ことえ（月）、堀之内優（火）、高島由紀子（水）、関家麻紀子（木）、土井結貴（金）が担当する。
- bayfm UPDATES - 17:57
- bayfm WEATHER UPDATES - 16:55、17:55
- bayfm TRAFFIC UPDATES - 16:18、16:38、16:57、17:18、17:38、17:53、18:18、18:38（月～木）、18:43（金）[59]
- bayfm AIRLINE UPDATES - 17:51

### 月～木曜共通
- YOU 遊 チバ

『ミンナノチカラ～CHIBA～』と連動し、ちばナビゲーターの中西悠理がDJとともに新しい千葉の楽しみ方を発信。
- エンディング

次の番組『INTER X-PRESS』のDJ・門脇知子とクロストークを行う。
- 快適生活ラジオショッピング

番組終了後に放送されているコーナー。2016年3月までは別番組として放送していて、一旦終了していたが、2019年11月に再開。

## 出来事
- 2015年9月23日（水曜日）は「秋のレポート祭り 逆転!街角DJスペシャル」と称して、普段街角DJをしている島村と中村がDJで、普段DJをしているメンバーが街角DJとしてレポートした[60]。
- 2016年2月15日から19日までのパワーウィークではDJシャッフルと称して、1人がそのままで、もう1人が別の曜日に出演させる企画を実施した。
  - 月曜：里崎、井森
  - 火曜：春原、西田
  - 水曜：山寺、有村
  - 木曜：伊津野、ロビン（ロビンがメインで進行）
  - 金曜：森久保、きゃん[61]
- 2016年4月29日（金曜日）は成田空港第1ターミナル5階サテライトスタジオSKY GATEで公開生放送された（前番組はユアエルム八千代台店での特番だった）。
- 2017年12月31日（日曜日）はbayfmの年越し番組として『森久保祥太郎と鈴木あきえの年またぎダヨ! 歴代ベイラインDJ大集合! 朝までオール電リクまつり!』を23:00から翌日4:00まで5時間生放送した[62]。森久保と鈴木がメインDJ[63]を務め、生放送中に電話リクエスト（電リク）を受け付ける傍ら、街角DJの島村と火曜レポーター相楽、木曜レポーターチェルシーリナが電話レポートを敢行。また、『7300』やパワーウィーク中の『GO!GO!』で行った逆電企画「ラインバスター」でリスナーや歴代・現役ベイラインDJに生電話を掛けた。
- 2018年7月9日 - 8月15日（月・水曜日）はbayfmのサマーキャンペーンの一環として、リポートコーナーをサマーキャンペーンリポートのコーナーにあてて放送。リポーターには、島村とサマーキャンペーンリポーターが登場。
- 2018年8月2日をもって鈴木が産休に入り、2019年1月24日に復帰するまで伊津野と下記の代理DJの放送となった。

- 2019年4月29日 - 5月3日（月～金曜日）はbayfmの開局30周年を迎えるため、2017年の年跨ぎスペシャルプログラム以来の「電リク」、「ラインバスター」を復活させた。当日はサブタイトルに「オール電リク祭り!」と題している。
- 2019年7月8日 - 8月18日（月～金曜日）までサマキャンレポートを放送。今回は火・木・金曜日も放送。
- 2019年9月23日は、『bayfm 30th Anniversary special bay with you. Song with you.』（9:00～11:53、13:00～18:55）を放送の為、休止。なお、きゃんと里崎は出演。
- 2019年10月7日 - 11日（月～金曜日）は「bayfm開局30周年記念The BAY☆LINE + 1スペシャル!!」と題し、通常DJに他曜日担当のDJ1人を加え放送した。
  - 月曜 : きゃん、里崎、ロビン（水）
  - 火曜 : 有村、駒村、鈴木（木）
  - 水曜 : 山寺、ロビン、有村（火）
  - 木曜 : 伊津野、鈴木、浜口（金）
  - 金曜 : 森久保、浜口、きゃん（月）
- 2020年3月20日（金曜日）は、17:00から西田あいの『iからはじまるストーリー スプリングスペシャル2020』の放送に伴い16:54までの放送になり、さらに、前番組『KISS & SMILE』とのコラボレーション特番として、13:00〜16:54まで4時間に渡って『KISS&SMILE THE BAY☆LINE one team special』と題して放送した。
- 新型コロナウイルスの影響により、月・火・水曜日に行われている中継コーナーの内容が変更された。また、
  - 月曜日：3月2日から7月20日まで、2021年1月18日から島村ファーム&ガーデンより電話出演
  - 火曜日：4月14日から7月14日までリモート出演
  - 水曜日：4月8日から7月15日まで、2021年1月20日島村ファーム&ガーデンより電話出演
- 新型コロナウイルスの緊急事態宣言発令の影響により、2021年1月12日以降、火～金曜日は1人がスタジオ、もう1人は自宅からのリモート出演の形を取っている。
  - 火曜日：有村昆、岡田ロビン翔子が2週交代でリモート出演
  - 水曜日：スタジオは駒村多恵、林家たま平はリモート
  - 木曜日：伊津野亮、小尾渚沙が隔週でリモート出演
  - 金曜日：森久保祥太郎がスタジオ、浜口順子がリモート
- 2020年7月12日に有村が新型コロナウイルスに感染したことが確認されたため、7月14日から8月25日まで下記のDJにより火曜の放送が続けられていた。
  - 7月14日：岡田ロビン翔子&光永亮太[8]
  - 7月21日：森久保祥太郎&宮島咲良
  - 7月28日：駒村多恵&伊津野亮
  - 8月4日：駒村多恵&林家たま平
  - 8月11日：駒村多恵&MC KENSAKU
  - 8月18日：駒村多恵&吉田照美
  - 8月25日：駒村多恵&ピカ子
- 2020年7月23日より開催された「bayfm 2020 CAMPAIGN〜bay with you〜」期間中、月・水の街角リポートがbayfmフレンドシップ店舗からのレポートとなった[64]。
- 2020年10月29日をもって鈴木が産休に入り、11月5日～2021年2月25日まで伊津野と代理DJの小尾が番組を担当していた。
- 2020年11月1日に駒村が新型コロナウイルスに感染したことが確認されたため、11月4日から11日まで下記のDJにより水曜の放送が続けられていた[65]。
  - 11月4日：きゃんひとみ&池田勝（ジグザグジギー）
  - 11月11日：きゃんひとみ&林家たま平
- 2020年12月22日、『快適生活ラジオショッピングスペシャル〜年間売れゆき上位の厳選15商品!!』（16:00〜19:00）放送の為、休止。なお、有村とロビンは出演。
- 2021年5月3日～5月5日（月～水曜日）は特別番組『bayfm GOLDEN MUSIC JOURNEY』[66]の放送の為、休止した。
- 2021年5月14日に有村の降板が発表され、公式ホームページではロビンのみの出演とされていたが、男性パートナーが週替わりまたは月替わりで出演していた。
  - 5月18日：島村幸男[67]
  - 5月25日：クリス松村
  - 6月1日 - 27日：MC KENSAKU
- 2024年9月23日の16:00 - 20:38に『帰ってきた!一日限りの『The BAY☆LINE』スペシャル ～ ラジオってやっぱり楽しいね!～』として一夜限りの復活を果たす。16:00 - 17:51と18:00 - 20:38の二部に分けて、過去のベイラインDJがゲスト出演したり、コメント出演した。オープニング前に森久保によるナレーションが流れた。なお、オープニングは2回流れている。なお、ロビンは出演していない。

メインパーソナリティとゲストは以下の通り。
- - 16:00 - 17:51：きゃんひとみ&里崎智也（メインDJ）、駒村多恵&片岡信和（ゲスト）
  - 18:00 - 20:38：伊津野亮&鈴木あきえ（メインDJ）、林家たま平&有村昆&きゃんひとみ&浜口順子（ゲスト）